# Malajsko-sumbavski jezici
Malajsko-sumbavski jezici, jedna od glavnih grana malajsko-polinezijskih jezika, velika austronezijska porodica, koja obuhvaća (71) jezik unutar tri uže skupine, to su: a) madurski s jezicima Kangean jezik|kangean [kkv] (Indonezija; Madura) i madurski [mad] (Indonezija; otoci Java, otočje Sapudi, Madura), ukupno preko 13 milijuna govornika; b) sjeverni i istočni sa (67) predstavnika (poluotok Malaja, Vijetnam, Kambodža, Sarawak, Kalimantan, Sabah, Nusa Tenggara); i c) sundanski, s jezicima badui [bac] (Indonezija; Java i Bali)) i sundski [sun] (Indonezija; Java).